# Не сваріть рок
«Не сваріть рок» (англ. Don't Knock the Rock) — американський музичний фільм, прем'єра відбулася 14 грудня 1956 року.

## Сюжет
Суперпопулярний рок-співак Арні Хейнс вирішує відпочити влітку разом зі своїми музикантами в їх рідному фермерсько-пляжному містечку, загубленому в американській глибинці. Несподівано вони зустрічають агресивне неприйняття з боку місцевого мера — затятого супротивника рок-н-ролу. Так само несподівано ця кампанія місцевого значення виявляється роздута газетами до національного масштабу. До відновлення доброго імені рок-н-ролу залучаються їхні колеги — Білл Хейлі, група «The Treniers», Літл Річард, Дейв Еппелл. Але їм треба буде пройти через багато казусів і несподіванок. На щастя, на їхньому боці Френсі Маклейн — красива і розумна дочка впливової журналістки. А де така дівчина, там і любов…

## У ролях
- Алан Дейл — Арні Хейнс
- Фей Бейкер — Арлін Макклейн
- Патрісія Харді — Франсін Макклейн
- Білл Хейлі — грає самого себе
- Літтл Річард — грає самого себе
- «The Treniers» — грають самих себе

## Знімальна група
- Режисер — Фред Сірс
- Сценарій — Роберт Кент
- Продюсер — Сем Кацман
- Оператор — Бенжамін Кляйн
- Художник — Пол Польментола, Сідні Кліффорд
- Монтаж — Пол Борофскі, Едвін Брайант

## Факти
Картина «Не сваріть рок» стала кінодебютом відомого італійського співака та кіноактора Адріано Челентано, він співав у початкових кадрах версії цього фільму 1958 року, призначеної для Італії.